# Fantoma din moară
Fantoma din moară este un roman scris de Doina Ruști, apărut în 2008, la Editura Polirom, reeditat la Litera și tradus în germană.

## Prezentare
"Fantoma din moară” este „un roman neogotic", o poveste despre comunism, narată din mai multe perspective, și despre o fantomă.